# معركة جو لبن
معركة جو لبن هي معركة حدثت في فبراير 1903 بين قوات إمارة الكويت وإمارة الرياض بقيادة كل من الشيخ جابر المبارك الصباح والأمير عبد العزيز آل سعود ضد قبيلة مطير في الصمان بقيادة سلطان بن فيصل الدويش شيخ مطير، بلغ تعداد القوات الكويتية النجدية نحو 14,000 مقاتل وقد ضمت جموع من بوادي العجمان وآل مرة والمناصير والعوازم وبني هاجر وبني خالد وسبيع والسهول، انتهت المعركة بانتصار القوات الكويتية النجدية والاستيلاء على 5,000 جمل، بالرغم من أن قنصل روسيا في البصرة قد كتب عن هزيمة القوات الكويتية السعودية على أيدي قبيلة مطير

## الخلفية التاريخية
تأسست إمارة الرياض في يناير 1902 على يد الأمير عبد العزيز بن سعود وذلك عقب انتصاره على حامية الرياض التابعة لإمارة حائل، ثم وسع ابن سعود حدود إماراته بضم الخرج والحوطة والأفلاج، كان رد حاكم حائل الأمير عبد العزيز بن رشيد بأن حشد جيشا من بادية شُمّر وسكان قرى القصيم وسدير والوشم وزحف به إلى الرياض في صيف عام 1902
في الوقت الذي كانت فيه الحرب تدور في نجد بين إمارتي الرياض وحائل كانت الكويت تدعم وتساند الرياض رغم أن الكويت لم تشن أي عملية عسكرية جديدة منذ هزيمتها القاسية بمعركة الصريف في مارس 1901 على يد أمير حائل عبد العزيز آل رشيد، ويرجع السبب في توقف الكويت في شن العمليات العسكرية على حائل هو الضغوط التي مارستها بريطانيا على أمير الكويت للحد من عملياته العسكرية، وقد أظهر أمير الكويت تذمره من تلك القيود حيث جاء ذلك على لسانه خلال معاتبته لقبطان سفينة بريطانية زارت الكويت في يناير 1903 إذ قال له «لقد أوضحت للمقيم السياسي ان ابن رشيد قد أغار على حدودي ونهب العشائر التابعة لي مسؤولية هذا الأمر تقع على عاتق الحكومة البريطانية التي طلبت مني ألا أتجاوز حدودي ولو لم أحافظ على عهودي مع الحكومة البريطانية لقمت بمطاردة ابن رشيد داخل الصحراء واستعدت ما نهبه من عشائري وحافظت على حقوقهم»

## الأسباب
باشر حاكم حائل عبد العزيز آل رشيد عملياته العسكرية في صيف عام 1902 وهاجم الرياض إلا أن هجومة مني بالفشل، فقرر مهاجمة الكويت التي اعتبرها عدوا رئيسيا له، فأرسل حاكمها الشيخ مبارك الصباح إلى ابن سعود يستنجده على ابن رشيد، ولبى ابن سعود النداء بجيش يقدر بنحو 10 ألاف رجل وتوجه بهم إلى الحفر إلا أن ابن رشيد رجع إلى بلاده فقرروا مهاجمة مطير لتحالفهم مع ابن رشيد.

## المعركة
تتفق أغلب المصادر النجدية والكويتية على هزيمة مطير والاستيلاء على غنائم كبيرة، ولم يخالفهم إلا القنصل الروسي في البصرة الذي كتب عن هزيمة قوات الحلفاء على يد قبيلة مطير، في حين يذكر المؤرخ عبد العزيز الرشيد أن سلطان الدويش تمكن من جمع 100 فارس وهاجم أحد جوانب خيل المهاجمين المتطرفة وتغلب عليها وكاد أن يتم له الأمر لولا أن فرقة من الفرسان علموا بما قام به فقاموا بتطويقه فأركن إلى الفرار.